# Молчаливый тост
Молчаливый тост — застольный тост; предлагающий его поднимает свой бокал (или другой сосуд для спиртного) и высказывает как можно меньше слов или не высказывает их вовсе.
Обычно молчаливый тост предлагается за умершего, например, «За Джона, да упокоит Господь его душу». Участники церемонии молча поднимают свои бокалы и ждут, часто стоя, пока произнёсший тост не начнёт пить.
Молчаливый тост в память об усопших является древним обычаем, так, Ф. Гаммер связывает его с древнеримскими либациями и древнегерманской традицией питья «минне».
Этикет также позволяет использовать молчаливый тост для оказания внимания человеку, сидящему на другой стороне стола или находящемуся на другом конце комнаты; при этом предлагающий тост поднимает бокал в направлении другого человека, и оба молча выпивают напиток.

## Третий тост
Третий тост — традиция советских и позднее российских военнослужащих, оформившаяся в годы Афганской войны: молчаливый третий по порядку тост сопровождается словами: «за тех, кого уже нет рядом (с нами)»; «за тех кто не вернулся»; «за погибших»; в ритуализированном застолье может просто объявляться «третий тост». Спиртное выпивается молча, стоя, не чокаясь. С. Ю. Овсянников прослеживает трансформацию третьего тоста из «за женщин!» в «за тех, кого с нами нет» во время «контртеррористических операций».
Третий тост, получив широкое распространение в годы Афганской войны (1979—1989), прочно закрепился в среде участников боевых действий в их стихах и песнях. В дальнейшем он фигурирует в творчестве ветеранов других войн и локальных конфликтов. Также он нашёл своё применение у служащих силовых структур Российской Федерации и СНГ. Например, название «Третій тост» носит газета украинских ветеранов войны в Афганистане.
На вопрос корреспондента газеты «Московский комсомолец» командарму 40-й Армии генералу Борису Громову, есть ли у него особенный тост, он ответил:

«Да нет никаких особенных...

А третий тост, за не вернувшихся с войны, у всех «афганцев» традиционный»— Борис Громов: «Самое трудное на войне — это сама война»
— За праздничным столом, чествуют Героя России Юрия Эма. По традиции — на дне рюмки медаль «Золотая Звезда». Юрий Павлович встаёт.

— «У нас есть закон: третий тост — давайте поднимем за наших погибших ребят... Это наш долг — помнить невернувшихся…»— «Звезда полковника Эма»